# امفرویل، مانش
امفرویل، مانچ (به فرانسوی: Amfreville, Manche) یک کمون در فرانسه است که در Canton of Sainte-Mère-Église واقع شده‌است.

## خصوصیات
امفرویل ۱۰٫۱۰ کیلومترمربع مساحت و ۲۹۵ نفر جمعیت دارد و ۱۴ متر بالاتر از سطح دریا واقع شده‌است.